# 戈爾康達

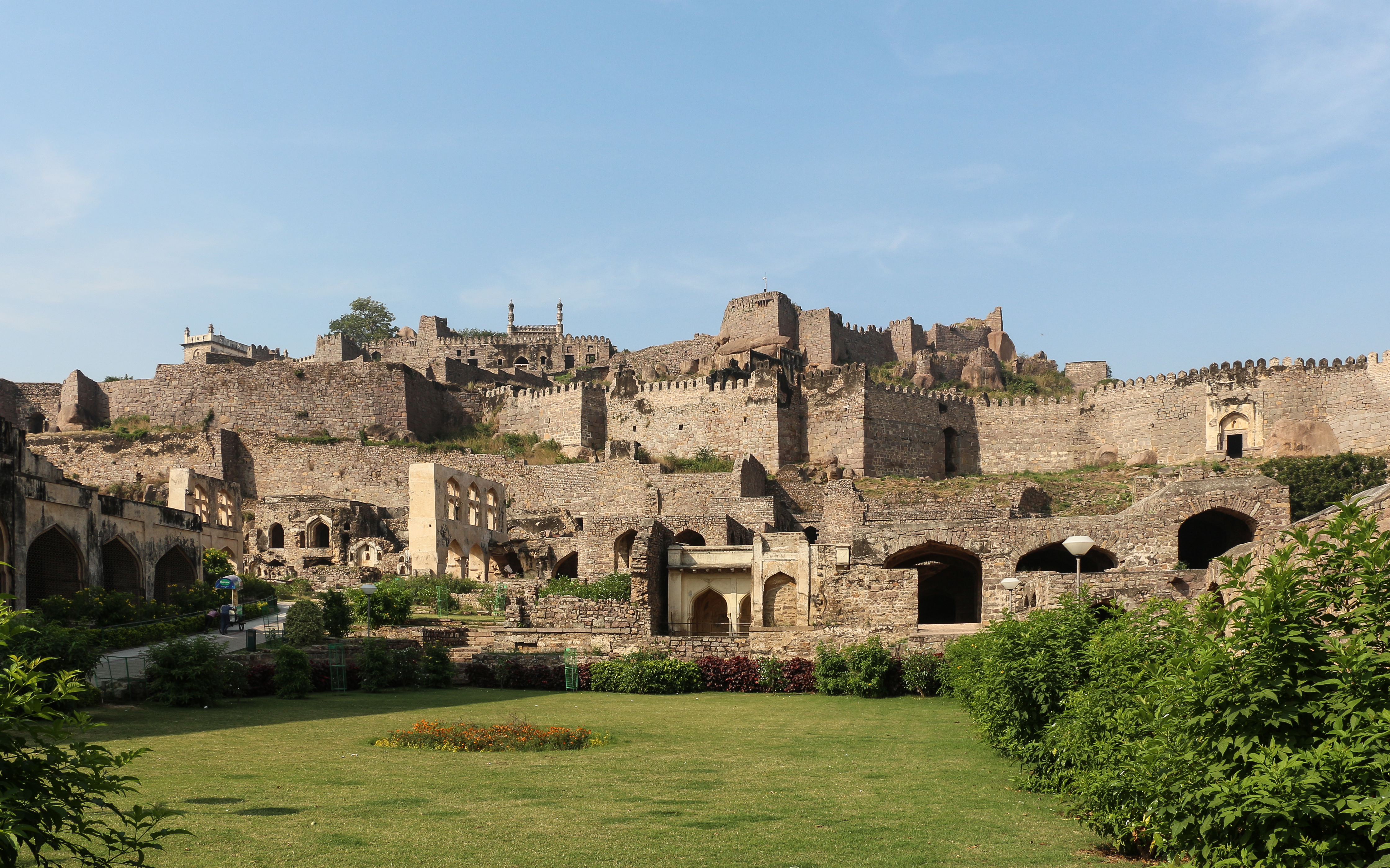
戈爾康達一景

戈爾康達（Golconda）是一座位於印度特倫甘納邦海得拉巴郊區的防禦堡壘和城市遺址，該座堡壘最初由卡卡提亞王朝統治者普拉塔帕魯德拉（Pratāparudra）於11世紀時用泥牆所建造。在第一次巴赫曼尼-毗奢耶那伽羅戰爭期間，穆蘇努里·納亞卡斯家族將該地割讓給巴赫曼尼蘇丹穆罕默德沙一世，在蘇丹馬哈茂德沙二世去世後，巴赫曼尼蘇丹國解體，原本被巴赫曼尼蘇丹任命為海得拉巴總督的庫里·顧特卜·沙希宣布獨立，他將戈爾康達堡壘翻修加固，定為戈爾康達蘇丹國的首都。由於當地擁有以科魯爾礦場為首的鑽石礦脈，戈爾康達因此成為包括戈爾康達鑽石在內等大量鑽石的貿易中心。戈爾康達堡如今已被廢棄並成為廢墟，2014年，聯合國教科文組織將戈爾康達建築群與該地區的其他堡壘一起列入世界遺產的預備名單。